# يايا سانوغو
يايا سانوغو (بالفرنسية: Yaya Sanogo)‏ (مواليد 27 يناير 1993 في ماسي - فرنسا) لاعب كرة قدم فرنسي يلعب حاليا لصالح نادي ارسنال الإنجليزي بعد انتقاله من أوكسير الفرنسي منذ 2006 في مركز المهاجم .

## روابط خارجية
- يايا سانوغو على موقع الاتحاد الدولي (مؤرشف)  (الإنجليزية)
- يايا سانوغو على موقع رابطة كرة القدم الفرنسية للمحترفين (الإنجليزية)
- يايا سانوغو على موقع قاعدة بيانات كرة القدم.إي يو (الإنجليزية)
- يايا سانوغو على موقع بيانات كرة القدم. دي إي (الألمانية)
- يايا سانوغو على موقع ليكيب (الفرنسية)
- يايا سانوغو على موقع Soccerbase.com (لاعب) (الإنجليزية)
- يايا سانوغو على موقع Soccerway.com (الإنجليزية)
- يايا سانوغو على موقع عالم كرة القدم.نت (الإنجليزية)
- يايا سانوغو على موقع AS.com (الإسبانية)